# کراچی
کراچی () بزرگ‌ترین شهر جمهوری اسلامی پاکستان و مرکز ایالت سند این کشور است. این شهر در ناحیه جنوب شرقی پاکستان بر کرانه اقیانوس هند واقع شده و در شمال غربی دلتای سند قرار گرفته‌است. طبق آمار منتشره از سازمان ملل متحد، جمعیت کراچی طبق آمار منتشر شده سال ۲۰۱۷ میلادی ۱۴٬۹۱۰٬۳۵۲ نفر بوده‌است که از این لحاظ پرجمعیت‌ترین شهر پاکستانو چهارمین شهر پر جمعیت جهان محسوب می‌گردد.
لقب این شهر «شهر قائد» است که منظور از قائد، محمدعلی جناح بنیانگذار پاکستان است. کراچی مرکز مالی و بازرگانی و بزرگ‌ترین بندر پاکستان است.

## جغرافیا
کراچی شهری در جنوب ایالت سند است که در سواحل جنوبی این ایالت و در ساحل اقیانوس هند واقع شده‌است. مساحت این شهر ۳٬۵۲۷ کیلومتر مربع می‌باشد که شامل قسمت بزرگی از جلگه و اطراف جلگه‌است و با تپه‌هایی در شمال و غربش، شهرنشینی پراکنده را به وجود آورده‌است. دو رود وجود دارد که در همهٔ فصل‌های سال جاری هستند و از ابتدا تا انتها شهر را می‌پیمایند. یکی رودخانه مالیر است که از شرق به سوی جنوب و مرکز شهر کراچی و دیگری رودخانه لیاری است که از شمال تا جنوب و غرب شهر جریان دارد. بندر کراچی با داشتن ماسه سنگ‌های ساحلی در جنوب غرب شهر از بسیاری از طوفان‌ها و سیلاب‌ها در امان است. جزیره‌ای با نام مانورا در حومه کراچی وجود دارد که صدف خوراکی و تخته سنگ‌های فراوان دارد.

## تاریخ
تا سال ۱۷۹۵، کراچی (کلاچی) جزئی از قلمرو خانات کلات بود. در آن سال نبردی بین حاکمان سند و خان کلات آغاز شد و دولت سند کراچی را به دست گرفت. پس از آن، جمعیت کراچی به دلیل رونق بندر این شهر و تبدیل شدن به مرکز تجاری کشور افزایش یافت. در حالی که این توسعه مردم بسیاری را به سمت کراچی جلب کرده بود، این شهر چشم انگلیسی‌ها را نیز به خود جلب کرد.
در ۳ فوریه ۱۸۳۹، انگلیسی‌ها حمله به شهر کراچی را آغاز و آن را تصرف کردند. پس از سه سال این شهر به هندوستان انگلیس پیوست و به منطقه‌ای از آن تبدیل شد. انگلیسی‌ها بر توسعه این شهر نظارت داشتند تا بندر طبیعی کراچی به مرکز تجاری اصلی رودخانه سند تبدیل شود. در دوران حکومت انگلیس، هم جمعیت و هم بندر کراچی به سرعت رشد کردند. در ۱۸۵۷ در دوران جنگ آزادی افراد پیاده‌نظام در کراچی با امپراتور مغول بهادرشاه ظفر بیعت کردند. انگلیسی‌ها شهر را باز پس گرفتند و «شورش» را خرد کردند.
محمد علی جناح، بنیانگذار پاکستان، در سال ۱۸۷۶ در کراچی به دنیا آمد. در آن زمان کراچی به یک شهر توسعه یافته تبدیل شده بود که به ایستگاه و بندر راه‌آهن این شهر متکی بود. معماری بیشتر ساختمانهای آن دوره، استعماری کلاسیک انگلیس بوده‌است که با اکثر شهرهای شبه قاره متفاوت است. بیشتر این ساختمان‌ها هنوز هم وجود دارند و به جاذبه‌های گردشگری تبدیل شده‌اند. در این دوره، کراچی همچنین مرکز فعالیت‌های ادبی، آموزشی و فرهنگی بود.

## آب و هوا
قرار گرفتن کراچی در ساحل، این شهر را به داشتن یک نسبت معتدل آب و هوا با پستی سطوح تبدیل کرده‌است و میانگین بارش در این شهر در سال به نزدیکی ۴/۲۵ سانتی‌متر می‌رسد. اکثر اوقات به دلیل وزیدن باد موسمی در ماه‌های ژوئیه و اوت هوا معتدل می‌شود. در این شهر زمستان‌ها، معتدل و تابستان‌ها، گرم هستند. هرچند به دلیل قرار گرفتن در مجاورت دریا، رطوبت هوا، آب و هوا را یکسان نگه می‌دارد و هوای معتدل را به سوی یک منطقه نزدیک، مرتفع و خنک در دریا می‌برد. بادهای شمالی گرمای هوا در ماه‌های تابستان را تغییر می‌دهند. دمای هوا از ۳۰ درجه در آوریل به ۴۴ درجه در اوت می‌رسد. ماه‌های زمستان (نوامبر تا فوریه) معمولاً بهترین زمان برای دیدن از کراچی هستند. ماه‌های ژوئیه، دسامبر و ژانویه آب و هوای خوش دارند و هوا در هنگامی که جمعیت زیاد می‌شود، ابری می‌گردد. گروه‌هایی در اطراف صندوق‌های صدقه حلقه می‌زنند تا بار دیگر به این مکان زیبا بیایند. گردشگران و مهاجران از کراچی در این ماه‌ها دیدن می‌کنند.
| درجه گرما (۱۹۳۱–۲۰۰۲) | ژانویه | فوریه | مارس | آوریل | مه   | ژوئن | ژوئیه | اوت  | سپتامبر | اکتبر | نوامبر | دسامبر | سالیانه |
| حداکثر (°C)           | ۳۲٫۸   | ۳۶٫۱  | ۴۱٫۰ | ۴۴٫۴  | ۴۷٫۸ | ۴۷٫۰ | ۴۲٫۲  | ۴۱٫۷ | ۴۲٫۸    | ۴۳٫۳  | ۳۸٫۵   | ۳۴٫۵   | ۴۷٫۸    |
| حداقل (°C)            | ۰٫۰    | ۳٫۳   | ۷٫۰  | ۱۲٫۲  | ۱۷٫۷ | ۲۲٫۱ | ۲۲٫۲  | ۲۰٫۰ | ۱۸٫۰    | ۱۰٫۰  | ۶٫۱    | ۱٫۳    | ۰٫۰     |

## مبارزه با گسترش سریع

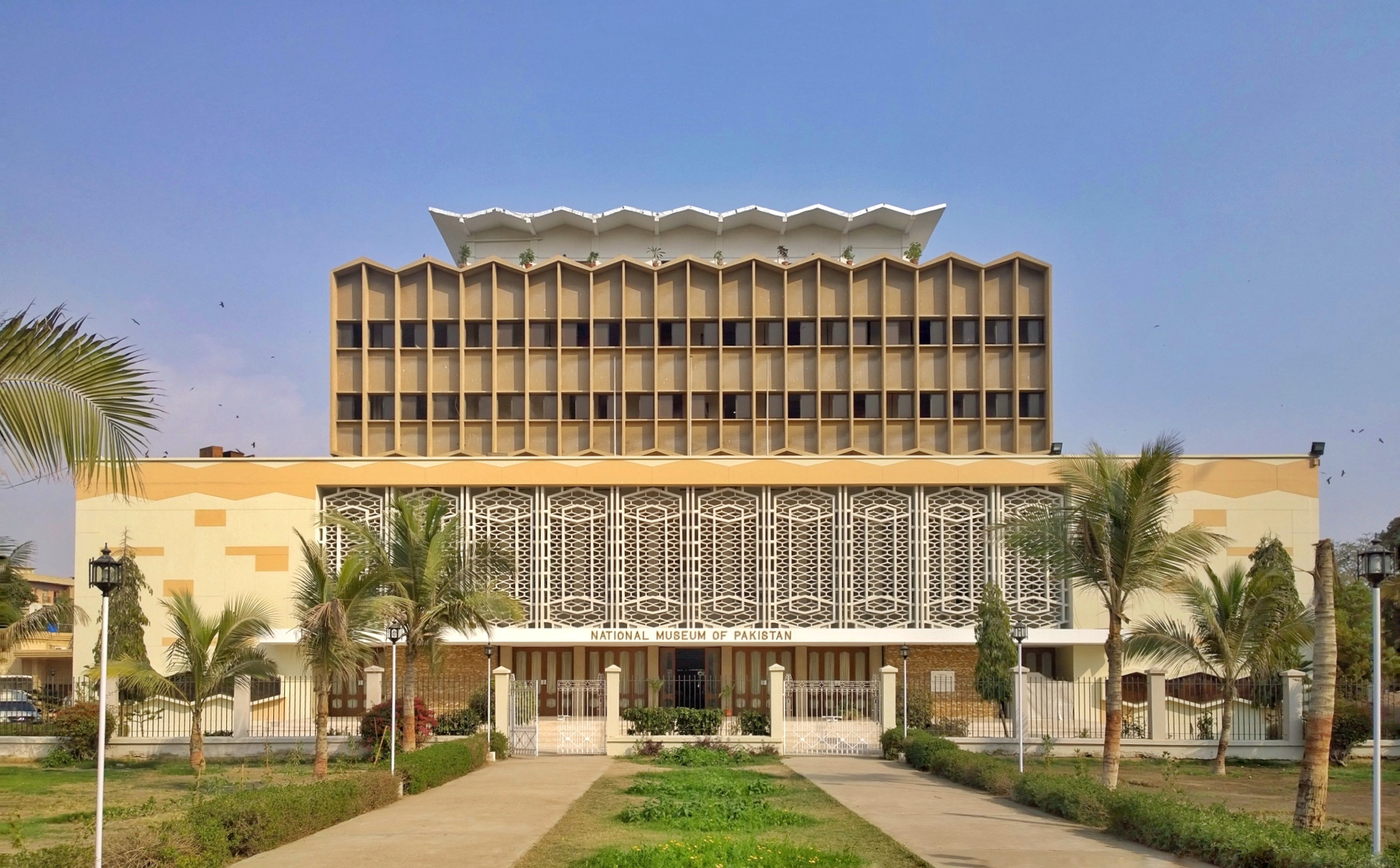
موزه ملی پاکستان، در شهر کراچی واقع شده‌است.

به دلیل اینکه کراچی با بیشترین فشار توسعهٔ شهرها در جهان مواجه‌ است، مبارزه با گسترش آن ضروری به نظر می‌رسد. این شهر هم‌اکنون بسیار گسترش یافته و به کلانشهری بسیار شلوغ با ترافیکی سنگین و هوایی آلوده تبدیل شده‌است. در این شهر فقر بیداد می‌کند و بسیاری از مردم شبانگاهان در خیابان‌ها و کوچه‌ها می‌خوابند. این‌ها مشکلاتی است که باید برای به دست آوردن شهری آرام و زیبا آن‌ها را برطرف کرد. شهر کراچی چهارمین شهر غیرقابل زیستن در جهان و جزء ۱۳۲ شهر بزرگ و صنعتی جهان به‌شمار می‌آید.

## جمعیت
جمعیت شهر کراچی مانند بسیاری از شهرهای دیگر پاکستان در ابتدا کم بود و پس از این که به پایتختی پاکستان برگزیده شد، جمعیتش چند برابر شد. همان‌طور که در جدول پایین می‌بینید، جمعیت این شهر از حدود ۵۷ هزار نفر در سال ۱۸۵۶ میلادی به حدود ۱۲٫۵ میلیون نفر در سال ۲۰۰۸ رسیده‌است؛ یعنی در طی ۱۵۲ سال بیش از ۱۲ میلیون نفر به جمعیت این شهر (عمدتاً به دلیل مهاجرت) افزوده شده‌است.
نتیجه این مهاجرت‌های بی‌رویه چیزی جز آوارگی میلیون‌ها تن از مردم شهر به دلیل نداشتن مسکن در خیابان‌ها و کوچه‌ها نیست. [این هجرت‌ها بیشتر جنبه سیاسی داشته‌اند و دوران تقسیم هند اکثر مهاجران مسلمان از هند به کراچی هجرت کرده بودند و اکنون هم موسوم به مهاجر هستند و حزب متحده قومی موومنت نماینده سیاسی آن‌ها به‌شمار می‌رود۔
جمعیت اردوزبان در کراچی غالب است، اما پس از عملیات نظامی در نواحی قبیله‌ای شمال غرب پاکستان، شمار پشتون‌های شهر افزایش یافته‌است. در گذشته، درگیری‌های خونین میان اهالی اردو و پشتوزبان کراچی رخ داده‌است.

نمودار رشد جمعیت در کراچی

| سال  | جمعیت          |
| ---- | -------------- |
| ۱۸۵۶ | ۵۶٬۸۷۵ نفر     |
| ۱۸۷۲ | ۵۶٬۷۵۳ نفر     |
| ۱۸۸۱ | ۷۳٬۵۶۰ نفر     |
| ۱۸۹۱ | ۱۰۵٬۱۹۹ نفر    |
| ۱۹۰۱ | ۱۳۶٬۲۹۷ نفر    |
| ۱۹۱۱ | ۱۸۶٬۷۷۱ نفر    |
| ۱۹۲۱ | ۲۴۴٬۱۶۲ نفر    |
| ۱۹۳۱ | ۳۰۰٬۷۹۹ نفر    |
| ۱۹۴۱ | ۴۳۵٬۸۸۷ نفر    |
| ۱۹۵۱ | ۱٬۰۶۸٬۴۵۹ نفر  |
| ۱۹۶۱ | ۱٬۹۱۲٬۵۹۸ نفر  |
| ۱۹۷۲ | ۳٬۴۲۶٬۳۱۰ نفر  |
| ۱۹۸۱ | ۵٬۲۰۸٬۱۳۲ نفر  |
| ۱۹۹۸ | ۹٬۲۶۹٬۲۶۵ نفر  |
| ۲۰۰۸ | ۱۲٬۴۶۱٬۴۲۳ نفر |

## شهرهای خواهر
کراچی امروزه دارای شش شهر خواهر است:
- پورت لوئیس، موریس
- جده، عربستان سعودی
- تاشکند، ازبکستان
- مشهد، ایران
- استانبول، ترکیه
- ازمیر، ترکیه

## نگارخانه

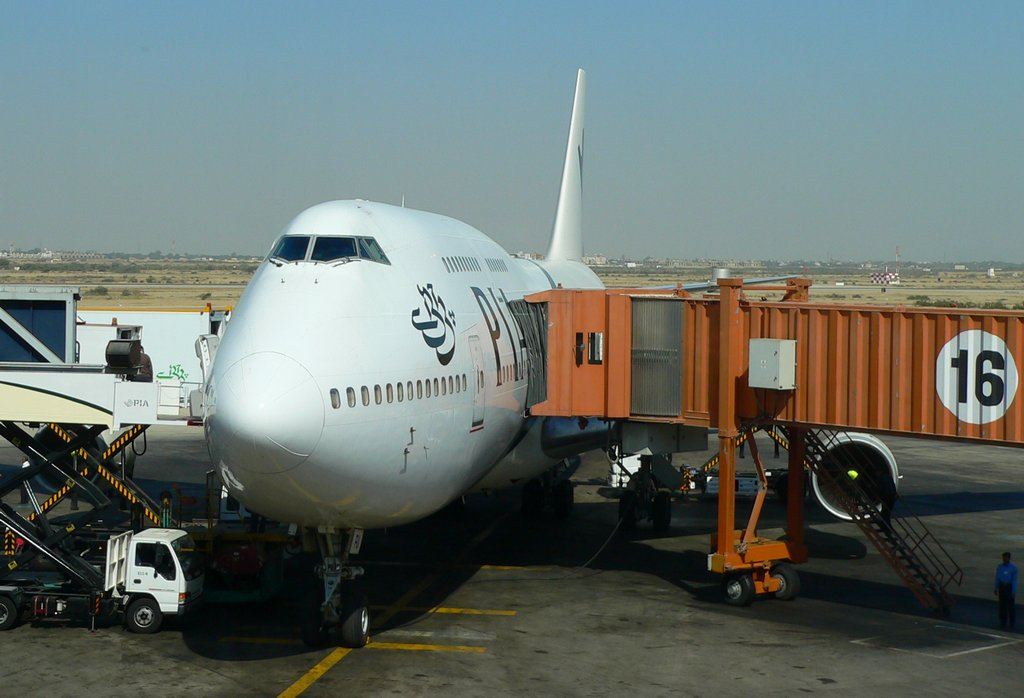
بوئینگ ۷۴۷-۳۰۰ هواپیمایی بین‌المللی پاکستان
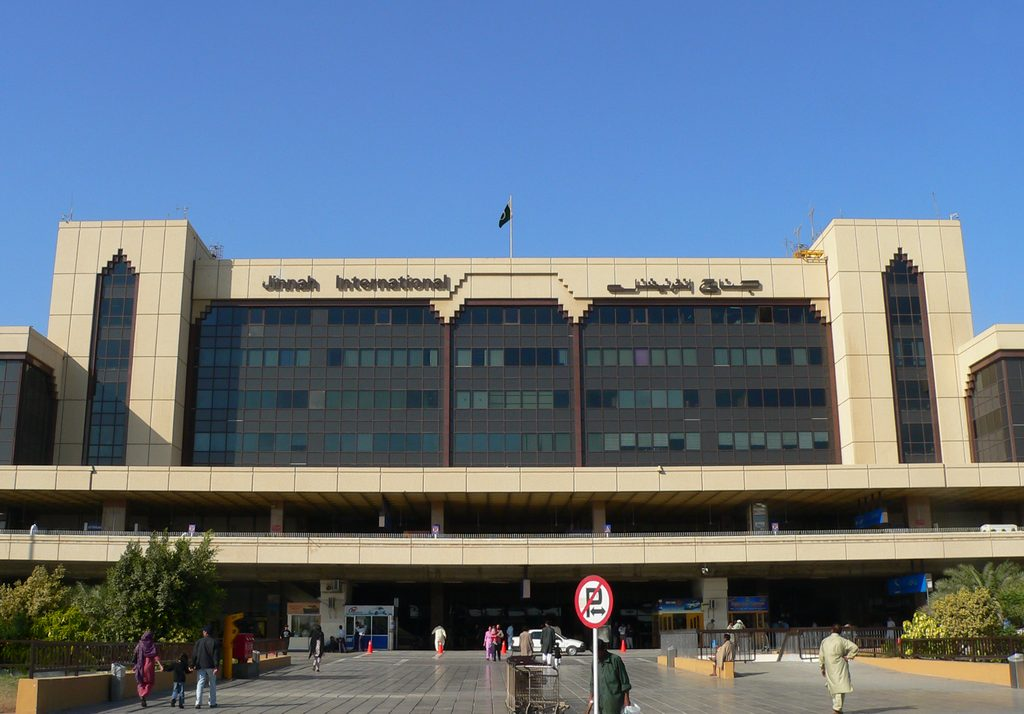
ترمینال جناح، فرودگاه بین‌المللی قائد اعظم